# Knau
Knau – dzielnica miasta Neustadt an der Orla w Niemczech, w kraju związkowym Turyngia, w powiecie Saale-Orla. Do 30 grudnia 2019 jako samodzielna gmina wchodziła w skład wspólnoty administracyjnej Seenplatte. 1 stycznia 2019 do ówczesnej gminy przyłączono gminę Bucha, która stała się automatycznie jej dzielnicą (Ortsteil).